# TETs5
TETs5（テーツ・ピヤーチ、ウクライナ語: ТЕЦ-5）は、ウクライナのハルキウに位置する火力発電所である。この発電所には高さ330 mの煙突がある。これは、世界で13番目の高さである。